# トヨタ輸送
トヨタ輸送株式会社（トヨタゆそう、英: TOYOTA TRANSPORTATION Co., Ltd.）は、愛知県豊田市に本社を置くトヨタグループの運送会社である。

## 沿革
- 1952年（昭和27年）12月25日 - トヨタ自動車より輸送部門を分離独立し、「トヨタ陸送株式会社」として設立。
- 1967年（昭和42年） 1月 - 「トヨタ輸送株式会社」に商号を変更。
- 1977年（昭和52年）10月 - 九州トヨタ陸送株式会社を吸収合併。

## 事業所

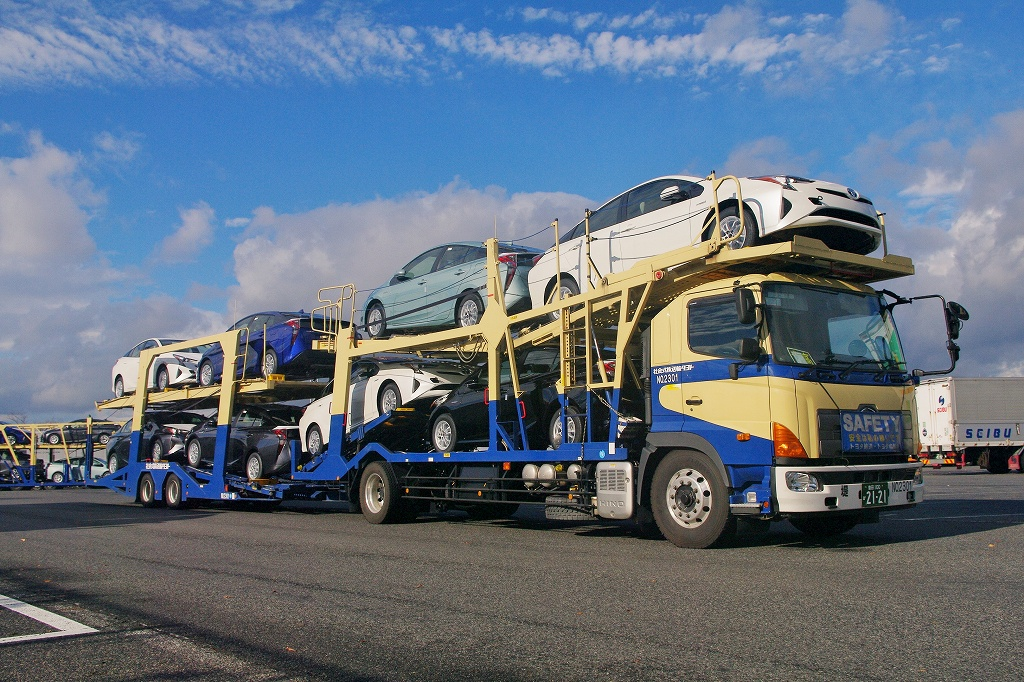
フルトレーラー式キャリアカー
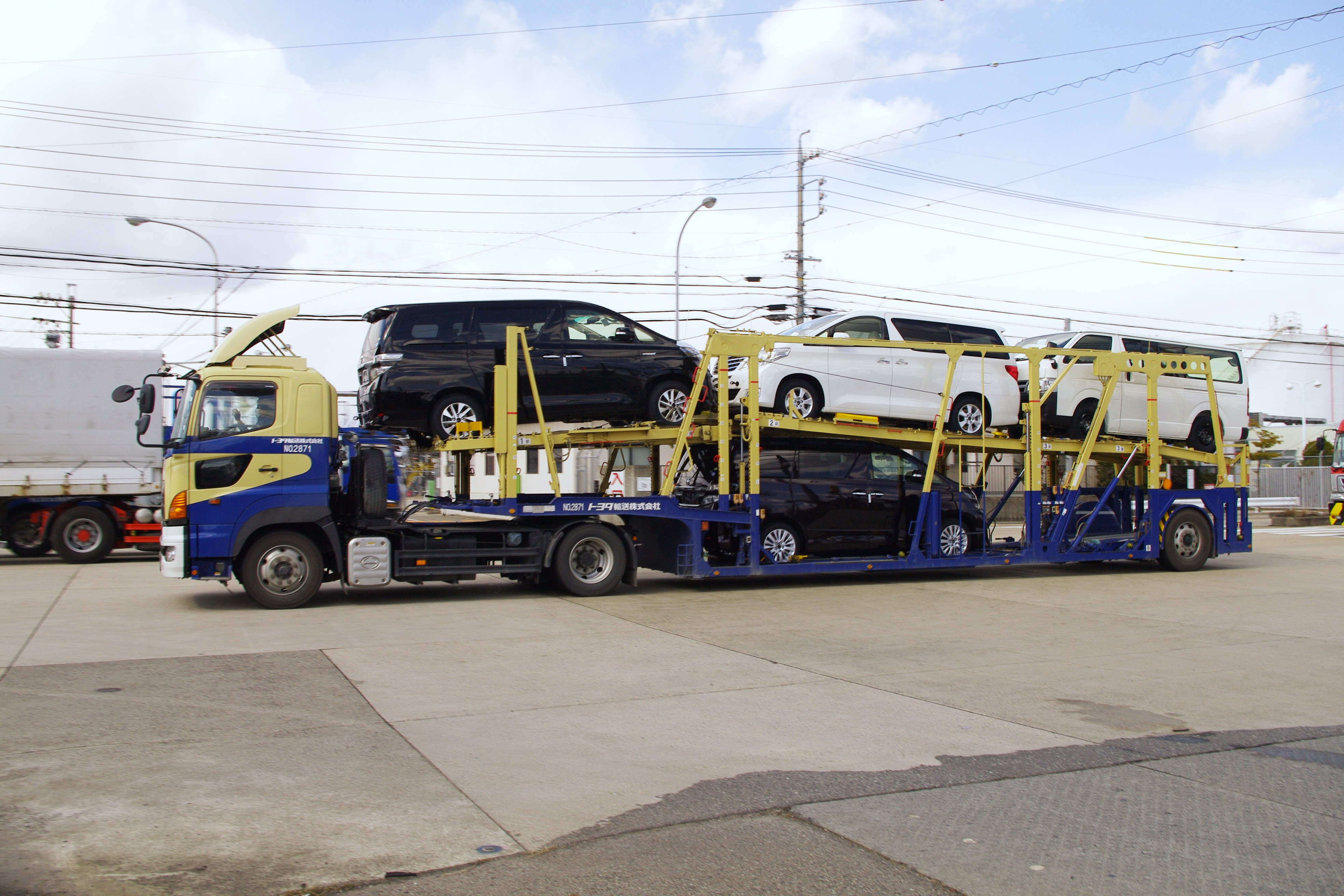
セミトレーラー式キャリアカー
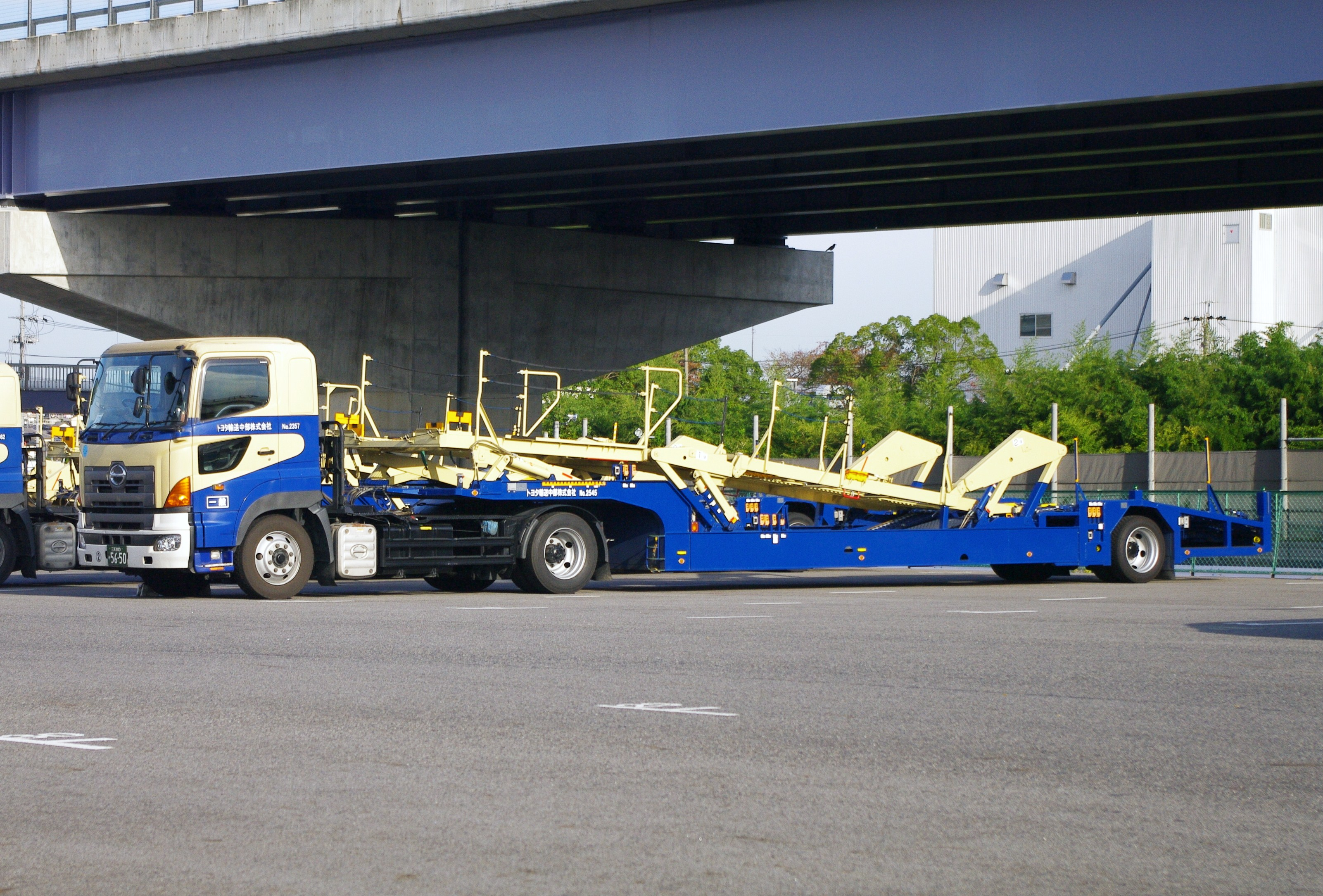
コースター積載用トレーラー
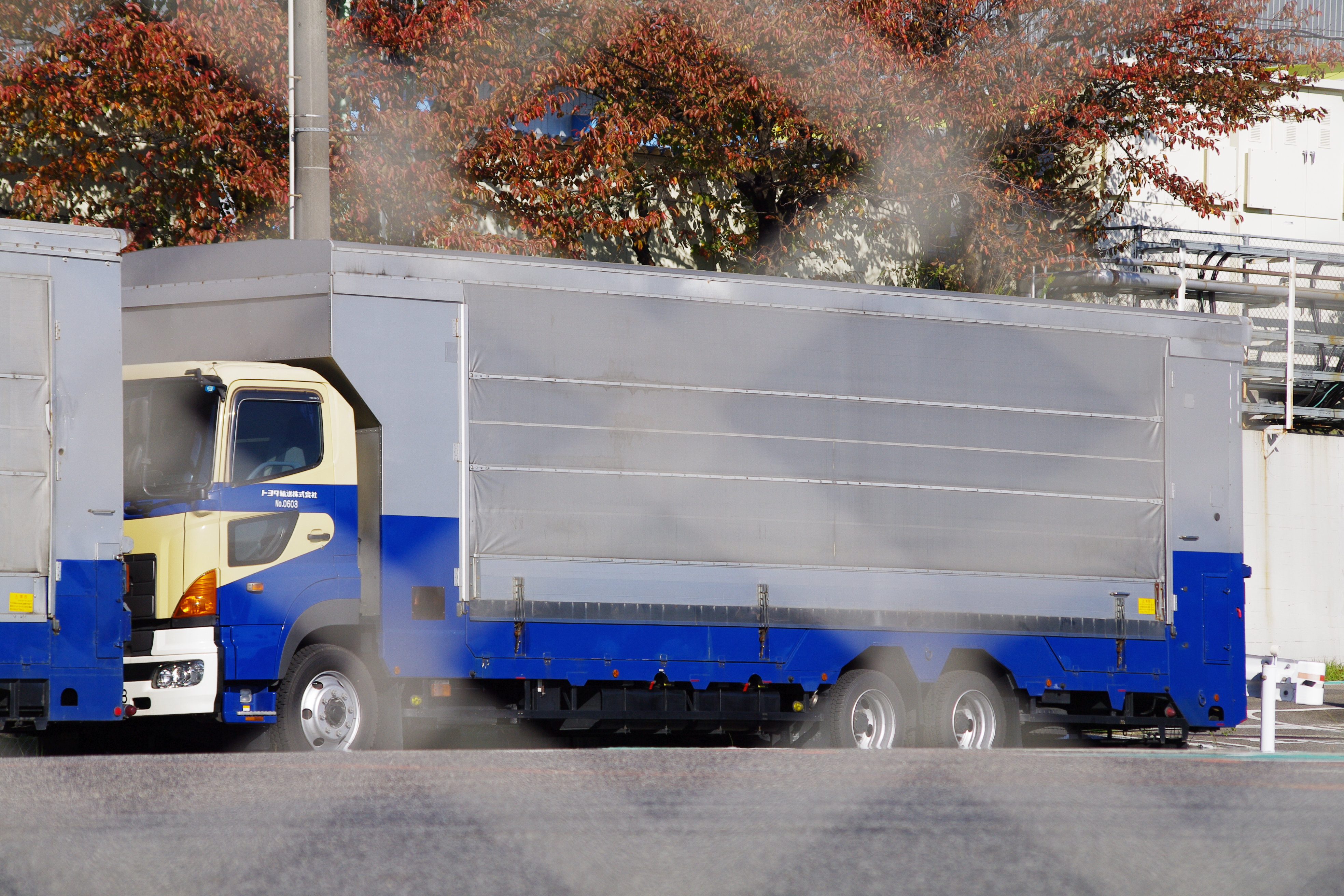
秘匿車(試作車)輸送用車両

- 本社（愛知県豊田市）
- 東日本営業部［北海道東北］
苫小牧営業所、旭川営業所、釧路営業所、函館営業所、岩手営業所、仙台営業所、仙台港分室
- 東日本営業部［関東］
羽村営業所、横浜営業所、千葉営業所、野田分室、東富士営業所、東富士分室
- 中部営業部
元町営業所、豊田営業所、堤営業所、高岡営業所、田原営業所、名港営業所、東海分室、富士松営業所、長草営業所、吉原営業所、豊橋営業所、各務原営業所、いなべ営業所、長野営業所
- 西日本営業部［関西中四国］
京都営業所、伊丹営業所、尼崎分室、岡山営業所、広島営業所、坂出営業所、松山営業所
- 西日本営業部［九州］
宮田営業所、新門司営業所、鹿児島営業所

- フルトレーラー式キャリアカー
- セミトレーラー式キャリアカー
- コースター積載用トレーラー
- 秘匿車(試作車)輸送用車両

## その他
- 貫啓二 - 元従業員、串カツ田中ホールディングス創業者で現取締役会長

## 関連会社
- トヨタ輸送中部株式会社
- トヨタ輸送関東株式会社
- トヨタ輸送東北センター株式会社
- トヨフジ海運株式会社